# Paul Nève
Paul Lucien Nève (Sittard, 1 oktober 1933) is een Nederlands rechtshistoricus en emeritus hoogleraar aan de Radboud Universiteit Nijmegen.

## Biografie
Nève was een zoon van de Limburgse bankdirecteur en bestuurder mr. Emile Bernard Marie Herman Nève (1900-1990) en Anne Marie Hubert Sylvie Fouquet (1901-1989). Hij deed het gymnasium in Maastricht waarna hij in 1956 notariaatsexamens aflegde. In 1961 studeerde hij af in de rechten aan de Universiteit van Amsterdam, na zijn kandidaats in Leiden te hebben gedaan. Vanaf 1968 werkte hij aan de Amsterdamse universiteit. Op 9 juni 1972 promoveerde hij daar op Het Rijkskamergerecht en de Nederlanden. Competentie, territoir, archieven waarvoor hij in 1976 een Winkler Prinsprijs kreeg. In 1975 werd hij benoemd tot gewoon hoogleraar Romeins recht aan de Katholieke Universiteit Nijmegen, als opvolger van Govaert van den Bergh die was benoemd in Utrecht. Per 1 augustus 1991 werd hij benoemd tot hoogleraar rechtsgeschiedenis aan de Katholieke Universiteit Brabant, als opvolger van Jos Coopmans. In 1998 ging Nève met emeritaat waarbij hem een afscheidsbundel werd aangeboden.
Nève werkte geregeld mee aan huldebundels, zoals voor Antonius Johannes de Groot, Hans Ankum en Désiré Scheltens. Hij schreef voorts tientallen artikelen op zijn vakgebied, maar publiceerde ook op het gebied van notariaat en (Limburgse) geschiedenis.
Nève was getrouwd met Marie-Thérèse Bogman (1934-1991) met wie hij een dochter had. In 1993 hertrouwde hij met rechtshistoricus dr. Regina Sprenger (1948).